# Кислинский, Пётр Иванович
Пётр Иванович Кислинский (5 октября 1806 — 17 [29] июня 1880, Севастополь, Таврическая губерния) — адмирал, участник обороны Севастополя (1854-1855), комендант Севастополя и исполняющий обязанности военного губернатора в Севастополе, почётный гражданин Севастополя (1873).

## Биография
В 1820 поступил в Морской кадетский корпус гардемарином (5.06.1820).
В 1823 произведён в мичмана с назначением в Черноморский флот (22.02.1823). В 1823-1828 на судах корабельного флота плавал ежегодно в Чёрном море. Произведен в лейтенанты (22.02.1828).
В 1828 на транспорте «Утка» плавал с флотом у берегов Варны, после чего на бриге «Ганимед» перешёл к Сулину для проводки из Измаила канонерских лодок и иолов к Варне. Командуя сперва иолом №22, а потом канонерской лодкой «Барсук», участвовал в сражении под Варной (Осада Варны 22.07-29.09.1828). За отличие при взятии Варны и Силистрии награждён орденом Святой Анны 3 ст. с бантом (1828).
В 1829 на корабле «Пантелеймон» крейсировал у румелийских берегов, и участвовал при взятии Сoзополя (16.02.1829) и при вырезке неприятельских судов в Фаросском заливе, за что был награждён орденом Святого Владимира 4 ст. с бантом (1829).
В 1831 на фрегате «Эривань» участвовал при занятии местности Геленджика, основании крепости Геленджик. В 1832 на бриге «Кастор» крейсировал у абхазских берегов. В 1833 и 1834 на люгере «Широкий» плавал в Чёрном и Мраморном морях и в Архипелаге (то есть Греческий архипелаг, Эгейское море). За отличие в боевых действия против горцев в 1834 при реке Джубе и Пилады награждён золотым оружием «За храбрость».
В 1836 на корвете «Пендераклия» плавал из Севастополя в Геленджик, откуда, командуя тендером «Скорый», перешёл в Севастополь. В 1837, командуя тем же тендером, крейсировал у абхазских берегов. Тендер «Скорый» под его командованием потерпел крушение у речки Туапсе (31.05.1838). За отличие при отражении горцев во время кораблекрушения награждён орденом Св. Станислава 2 ст. Позже, в том же 1838, на корабле «Память Евстафия» плавал у восточных берегов Чёрного моря, и участвовал в деле против горцев при местечке Шапсухо. Произведен в капитан-лейтенанты (18.01.1839).
В 1839-1842 командовал бригом «Телемак» у абхазских берегов. В 1843, командуя тем же бригом, занимал брантвахтенный пост на одесском рейде.
В 1844-1846 годах, командуя корветом «Оливуца», перешёл из Чёрного моря в Архипелаг, и потом, под флагом вице-адмирала Ф. П. Литке, плавал с Его Императорским Высочеством Великим князем Константином Николаевичем по портам Средиземного моря, откуда перешёл в Кронштадт. Произведен в капитаны 2 ранга (23.03.1847).
В 1848 и 1849, командуя фрегатом «Кулевчи», крейсировал у восточных берегов Чёрного моря. Произведен в капитаны 1 ранга с назначением командиром линейного корабля «Ягудиил» (6.12.1849).
В 1850-1854 командовал кораблем «Ягудиил» в Чёрном море. Участник обороны Севастополя (1854-1855). Состоял в гарнизоне Севастополя (13.09.1854-27.08.1855), командуя батареями на Пересыпи третьего отделения оборонительной линии. Награждён орденом Св. Владимира 3 ст., чином контр-адмирала и назначен флигель-адъютантом (6.12.1854) к Его Императорскому Величеству с оставлением командиром 30-го экипажа и корабля. При отражении штурма Севастополя ранен в голову на третьем отделении севастопольской обороны (6.06.1855). Произведен в контр-адмиралы (20.07.1855). Пожалована аренда по чину капитана 1 ранга, по 800 рублей на 12 лет (1855). Назначен командиром 5-й бригады Черноморской флотской дивизии (26.08.1856).
В 1858 назначен севастопольским комендантом и исправляющим должность военного губернатора в Севастополе (26.05.1858). После ликвидации должности военного губернатора (7.10.1864) остался на должности севастопольского коменданта, которую занимал до 1873.
Произведен в вице-адмиралы (1.01.1864). В Севастополе возглавлял местную комиссию по созданию музея Севастопольской обороны, открытого в 1869 в доме Тотлебена. Организовал сбор добровольных пожертвований в фонд музея. При его непосредственном участии учреждено «Русское общество пароходства и торговли» (РОПИТ), в Севастополе открыто отделение Государственного банка.

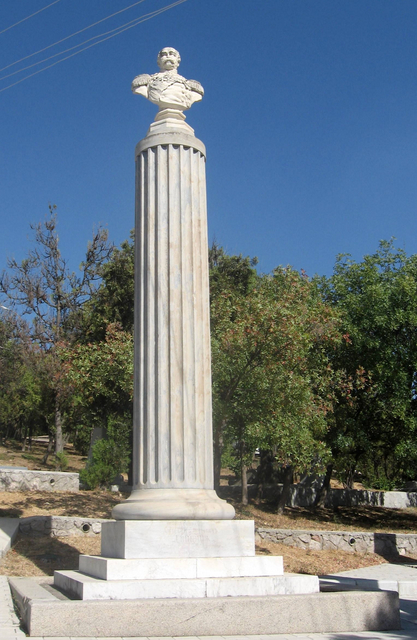
Бюст на могиле П.И.Кислинского на Братском кладбище в Севастополе

В 1873 присвоено звание почетного гражданина Севастополя за неутомимость и храбрость в период обороны, за труды на благо города, в связи с 50-летним юбилеем (Решение городской думы от 16.05.1873 г. Утверждено императорским указом в 1873 г.)
Произведен в адмиралы (1.01.1874).
Исключен из списков умершим (12.07.1880). Похоронен на Братском кладбище в Севастополе.

## Семья
Род Кислинских принадлежал к старому Тверскому дворянству.
- Брат: Михаил (+1874; женат на княжне Анне Николаевне Енгалычевой (род. 2.02.1830); поступил в Морской корпус гардемарином (1822), мичманом в Черноморский флот (1826), лейтенант (1831), капитан 2-го ранга (1950), в составе севастопольского гарнизона участвовал в защите Севастополя (1854—1855), капитан 1 ранга (1855), назначен командиром 4 ластового экипажа с переименованием в полковники (1859), произведен в генерал-майоры с увольнением от службы (1860)),
- Сестра: Надежда (22.02.1810-26.02.1886, похоронена с мужем в селе Спас-Каменки Дмитровского уезда Московской губернии; замужем (второй брак у мужа) за князем Иваном Федоровичем Звенигородским (1819—1860)).

Женат, имел большую семью. Дети:
- Екатерина (воспитывалась в Керченском Кушниковском институте как пансионерка (за счет) Его Величества Государя Императора Александра Николаевича),
- Сусанна (воспитывалась в Керченском Кушниковском институте как пансионерка (за счет) Государыни Императрицы Александры Феодоровны, окончила институт в 1860).

## Награды
- орден Святой Анны ст. с бантом (1828),
- орден Святого Владимира 4 ст. с бантом (1829),
- Золотая сабля «За храбрость» (6.12.1834; за храбрость, оказанную в делах против горцев в местечках при речках Джубе и Пилады),
- орден Святого Станислава 2 ст. (1838, за отражение горцев, напавших на тендер «Скорый» во время крушения),
- орден Святого Георгия 4 ст. (3.12.1842, за 18 морских кампаний),
- орден Святой Анны 2 ст. (1846),
- орден Святого Владимира 3 ст. (6.12.1854, за отличия при обороне Севастополя),
- орден Святого Станислава 1 ст. с мечами (1862),
- орден Святой Анны 1 ст. с мечами (1866), Белого орла (1877).
- Иностранные: неаполитанский орден Св. Фердинанда (1846)[2].